# J. Edgar
J. Edgar là một bộ phim tiểu sử Mỹ năm 2011 do Clint Eastwood đạo diễn, sản xuất và chỉ đạo. Được viết bởi Dustin Lance Black, bộ phim tập trung vào sự nghiệp của giám đốc FBI J. Edgar Hoover từ Palmer Raids trở đi. Phim có sự tham gia của Leonardo DiCaprio, Armie Hammer, Naomi Watts, Josh Lucas và Judi Dench. Nó đánh dấu bộ phim đầu tay của Adam Driver.
J. Edgar đã mở AFI Fest 2011 tại Los Angeles vào ngày 3 tháng 11 năm 2011 và được phát hành giới hạn vào ngày 9 tháng 11 năm 2011 sau đó được phát hành rộng rãi vào ngày 11 tháng 11. Bộ phim nhận được nhiều ý kiến trái chiều từ các nhà phê bình, mặc dù các màn trình diễn được ca ngợi, và nó đã thu về 84 triệu đô la trên toàn thế giới. Nó được Ủy ban Quốc gia về Phê bình Điện ảnh chọn là một trong mười bộ phim hay nhất năm 2011, trong khi DiCaprio giành được đề cử cho Giải Quả cầu vàng và cả anh và Hammer đều nhận được Giải thưởng của Nghiệp đoàn Diễn viên Màn ảnh.

## Nội dung
Năm 1919, sau khi những người theo chủ nghĩa vô chính phủ cố gắng ám sát Tổng chưởng lý A. Mitchell Palmer, ông đã đưa người lãnh đạo của mình J. Edgar Hoover phụ trách một bộ phận mới chuyên thanh trừng các gốc tự do. Hoover nhanh chóng bắt đầu biên soạn một danh sách các nghi phạm. Anh gặp Helen Gandy, một thư ký mới của Bộ Tư pháp, và đưa cô đến Thư viện Quốc hội để chỉ cho cô hệ thống danh mục thẻ mà anh nghĩ ra. Anh lúng túng vượt qua cô, rồi cầu hôn cô. Cô từ chối anh, nhưng đồng ý trở thành thư ký riêng của anh.
Hoover thấy rằng Bộ Lao động từ chối trục xuất bất cứ ai mà không có bằng chứng phạm tội. Biết rằng Anthony Caminetti, Tổng ủy viên Di trú, không thích người vô chính phủ Emma Goldman, Hoover sắp xếp để khiến cô đủ điều kiện để trục xuất và từ đó tạo ra tiền lệ trục xuất cho âm mưu triệt để. Sau một số cuộc tấn công của Bộ Tư pháp như vậy của các nhóm cực đoan bị nghi ngờ, Palmer mất việc làm Tổng trưởng lý. Người kế vị của ông, Harlan F. Stone, bổ nhiệm Hoover làm giám đốc Cục Điều tra mới của Bộ Tư pháp. Hoover gặp luật sư Clyde Tolson và thuê anh ta.
Khi sự kiện Lindbergh bị bắt cóc thu hút sự chú ý của quốc gia, Chủ tịch Herbert Hoover đã yêu cầu Cục điều tra. Hoover sử dụng một số kỹ thuật mới, bao gồm giám sát số đăng ký trên hóa đơn tiền chuộc và phân tích chuyên môn về chữ viết tay của kẻ bắt cóc. Khi các hóa đơn được theo dõi bắt đầu xuất hiện ở Thành phố New York, các nhà điều tra tìm thấy một nhân viên trạm xăng đã ghi lại biển số xe của người đàn ông đưa hóa đơn cho anh ta. Điều này dẫn đến việc bắt giữ và kết án cuối cùng, về Bruno Richard Hauptmann về vụ bắt cóc và giết chết đứa trẻ Lindbergh.
Sau khi Hoover, Tolson và mẹ của Hoover (người mà Hoover nghĩ là vẫn còn sống) xem bộ phim G Men của James Cagney, Hoover và Tolson đi đến một câu lạc bộ, nơi Hoover đang ngồi cùng Anita Colby, Ginger Rogers và mẹ của Rogers Lela. Mẹ của Rogers yêu cầu Hoover nhảy và anh ta trở nên kích động, nói rằng anh ta và Tolson phải rời đi, vì họ có rất nhiều việc phải làm vào buổi sáng. Khi về đến nhà, anh nói với mẹ rằng anh không thích nhảy với con gái. Bà nói với anh rằng bà thà chết còn hơn là thừa nhận con trai mình là gay. Bà khăng khăng dạy anh nhảy, và họ nhảy trong phòng ngủ của bà.
Hoover và Tolson đi nghỉ ở trường đua ngựa. Tối hôm đó, Hoover nói với Tolson rằng anh ta rất quan tâm đến Tolson, và Tolson nói với Hoover rằng anh ta yêu Hoover. Hoover hoảng loạn và tuyên bố rằng anh sẽ kết hôn với Dorothy Lamour. Tolson buộc tội Hoover đã biến anh ta thành kẻ ngốc và cuối cùng họ đánh nhau một trận trên sàn nhà. Tolson bất ngờ hôn Hoover và Hoover nói rằng không bao giờ được để điều đó xảy ra nữa; Tolson đồng ý và cố gắng rời đi. Hoover xin lỗi và cầu xin anh ở lại, nhưng Tolson đe dọa sẽ chấm dứt tình bạn của họ nếu Hoover nói về người phụ nữ khác một lần nữa. Sau khi Tolson rời đi, Hoover nói rằng anh cũng yêu Tolson.
Nhiều năm sau, Hoover cảm thấy sức khỏe của mình bắt đầu suy giảm, trong khi Tolson bị đột quỵ. Hoover cố gắng tống tiền Martin Luther King, Jr. để từ chối Giải Nobel Hòa bình, gửi cho anh ta một lá thư đe dọa phơi bày chuyện ngoại tình của mình. King coi thường điều này và chấp nhận giải thưởng.
Hoover bảo Gandy phá hủy các tài liệu bí mật của mình sau khi chết để ngăn Tổng thống Richard Nixon sở hữu chúng. Anh đến thăm Tolson, người thúc giục anh nghỉ hưu. Hoover từ chối, tuyên bố rằng Nixon sẽ phá hủy văn phòng mà anh ta đã tạo ra. Tolson cáo buộc Hoover đã phóng đại sự liên quan của mình với các sự kiện quan trọng của Cục. Một lát sau, Hoover nói với Tolson rằng anh ta cần Tolson hơn bao giờ hết. Anh nắm tay Tolson, hôn lên trán và rời đi.
Hoover đi làm về và cảm thấy người đã rất yếu. Ngay sau khi Hoover đi lên lầu, anh yêu cầu quản gia của anh gọi cho Tolson, khi Tolson vừa đi đến thì thấy Hoover đã chết bên cạnh giường. Tolson đau buồn ôm lấy cơ thể của bạn mình. Nixon có bài phát biểu tưởng niệm trên truyền hình cho Hoover, trong khi một số nhân viên của anh ta vào văn phòng của Hoover và tìm kiếm trong tủ và ngăn kéo để tìm kiếm các tập tin "bí mật" được đồn đại của anh ta, nhưng không tìm thấy gì. Trong cảnh cuối cùng, Gandy đã phá hủy toàn bộ các tập tin đó.

## Diễn viên
- Leonardo DiCaprio vai J. Edgar Hoover
- Armie Hammer vai Clyde Tolson
- Naomi Watts vai Helen Gandy
- Josh Lucas vai Charles Lindbergh
- Judi Dench vai Anna Marie Hoover, Mẹ của Hoover
- Dermot Mulroney vai Norman Schwarzkopf, Sr.
- Damon Herriman vai Bruno Richard Hauptmann
- Jeffrey Donovan vai Robert F. Kennedy
- Ed Westwick vai Đặc vụ Smith, Người viết tiểu sử của Hoover
- Zach Grenier vai John Condon
- Ken Howard vai Tổng chưởng lý Hoa Kỳ Harlan F. Stone
- Stephen Root vai Arthur Koehler
- Denis O'Hare vai Albert S. Osborn
- Adam Driver vai Walter Lyle
- Geoff Pierson vai A. Mitchell Palmer
- Lea Thompson vai Lela Rogers
- Christopher Shyer vai Richard Nixon
- Miles Fisher vai Đặc vụ Garrison
- Jessica Hecht vai Emma Goldman
- Michael O'Neill vai Thượng nghị sĩ Hoa Kỳ Kenneth McKellar
- Christian Clemenson vai Inspector Schell
- Geoff Stults vai Raymond Caffrey
- Emily Alyn Lind vai Shirley Temple
- Amanda Schull vai Anita Colby

Gunner Wright và David A. Cooper đã trở thành tổng thống tương lai Dwight D. Eisenhower và Franklin D. Roosevelt, tương ứng, và được nhìn thấy trong nhóm những người theo dõi đến sau vụ đánh bom tại nhà của A. Mitchell Palmer.

## Sản xuất
Charlize Theron, người ban đầu được dự định đóng vai Helen Gandy, đã bỏ dự án để làm Snow White and the Huntsman, và Eastwood đã xem xét Amy Adams trước khi cuối cùng chọn Naomi Watts làm người thay thế Theron.

## Tiếp nhận

### Phản ứng quan trọng
Trên trang web tổng hợp đánh giá Rotten Tomatoes báo cáo tỷ lệ tán thành 43% dựa trên 231 đánh giá, với xếp hạng trung bình là 5,7/10. Sự đồng thuận quan trọng của trang web có nội dung: "Leonardo DiCaprio mang đến một hiệu suất sức mạnh có thể dự đoán được, nhưng J. Edgar vấp ngã trong tất cả các bộ phận khác: trang điểm nhảm nhí, ánh sáng kém, cách kể chuyện khó hiểu và cách kể chuyện buồn tẻ." Metacritic, trong đó chỉ định xếp hạng trung bình có trọng số cho các đánh giá, giúp bộ phim đạt điểm số bình thường là 59 trên 100, dựa trên 42 chỉ trích, cho biết "đánh giá hỗn hợp hoặc trung bình". Khán giả được thăm dò bởi CinemaScore đã cho bộ phim điểm trung bình "B" theo thang điểm A + đến F.
Roger Ebert đã trao giải cho bộ phim ba ngôi sao rưỡi (trong số bốn ngôi sao) và viết rằng bộ phim "hấp dẫn" và "bậc thầy". Ông ca ngợi hiệu suất của DiCaprio là một "màn trình diễn được nhận thức đầy đủ, tinh tế và thuyết phục, gợi ý nhiều hơn những gì Hoover từng tiết lộ, thậm chí có thể với chính mình". Todd McCarthy của The Hollywood Reporter đã cho bộ phim một đánh giá tích cực, bằng văn bản, "Sự hợp tác đáng ngạc nhiên này giữa đạo diễn Clint Eastwood và nhà biên kịch Milk Dustin Lance Black đã giải quyết những thách thức khó khăn nhất của nó với sự hợp lý và ý thức tốt, trong khi đưa ra một quan điểm gây tranh cãi về chủ đề gây tranh cãi của nó, Công cộng và tư nhân." David Denby ở The New Yorker tạp chí cũng thích bộ phim, gọi nó là "tài khoản đa sắc thái" và gọi "ánh sáng cảm ứng của Eastwood và chắc chắn, âm thanh phán đoán của anh ấy, những khoảnh khắc của những mầm bệnh được giữ đủ lâu."
J. Hoberman của The Village Voice đã viết: "Mặc dù hầu như không hoàn hảo, bộ phim tiểu sử của Eastwood là bộ phim giàu tham vọng nhất của ông kể từ Letters from Iwo Jima và Flags of Our Fathers."
Peter Debruge của Variety đã đưa ra một đánh giá hỗn hợp cho bộ phim: "Bất kỳ bộ phim nào mà FBI vinh danh lâu năm với tư cách là nhân vật trung tâm phải cung cấp một số hiểu biết sâu sắc về những gì khiến anh ta đánh dấu, hoặc chịu đựng thực tế rằng sự khai thác của Cục thú vị hơn nhiều so với quan chức điều hành nó - một vấn đề nan giải J. Edgar không bao giờ vượt lên trên. " David Edelstein của New York Magazine phản ứng tiêu cực với bộ phim và nói: "Thật tệ quá J. Edgar quá hình dạng và khó hiểu và ham tay, rất giàu những dòng xấu và đọc tệ hơn." Anh ca ngợi hiệu suất của DiCaprio: "Có một điều gì đó hấp dẫn thẳng thắn về cách anh ấy thể chất hóa cuộc đấu tranh nội tâm của Hoover, cơ thể luôn hơi không đồng bộ với tâm trí luôn cảnh giác theo dõi mọi di chuyển."

### Box office
Bộ phim đã mở giới hạn tại 7 rạp vào ngày 9 tháng 11, thu về $52,645, và phát hành rộng rãi vào ngày 11 tháng 11, thu về 11,2 triệu đô la vào cuối tuần mở cửa, xấp xỉ con số 12 triệu đô la dự kiến của Los Angeles Times cho bộ phim mở màn vào cuối tuần ở Hoa Kỳ và Canada. J. Edgar tiếp tục thu về hơn 84,9 triệu đô la trên toàn thế giới 37,3 triệu USD tại phòng vé trong nước. Phân tích nhân khẩu học của khán giả cho bộ phim cho thấy người mua vé gần 95% ở độ tuổi 25 và hơn 50% là nữ.

## Giải thưởng
| Ngày lễ              | Giải thưởng                        | Thể loại                                                     | Người nhận        | Kết quả   |
| -------------------- | ---------------------------------- | ------------------------------------------------------------ | ----------------- | --------- |
| 27 tháng 1 năm 2012  | AACTA Awards                       | Best Actor – International                                   | Leonardo DiCaprio | Đề cử     |
| 11 tháng 12 năm 2011 | American Film Institute            | Top 10 Films                                                 | J. Edgar          | Đoạt giải |
| 12 tháng 1 năm 2012  | Broadcast Film Critics Association | Best Actor                                                   | Leonardo DiCaprio | Đề cử     |
| 15 tháng 1 năm 2012  | Golden Globe Awards                | Best Actor – Motion Picture Drama                            | Leonardo DiCaprio | Đề cử     |
| 1 tháng 12 năm 2011  | National Board of Review           | Top Ten Films                                                | J. Edgar          | Đoạt giải |
| 18 tháng 12 năm 2011 | Satellite Awards                   | Best Actor – Motion Picture Drama                            | Leonardo DiCaprio | Đề cử     |
| 29 tháng 1 năm 2012  | Screen Actors Guild Awards         | Outstanding Performance by a Male Actor in a Leading Role    | Leonardo DiCaprio | Đề cử     |
| 29 tháng 1 năm 2012  | Screen Actors Guild Awards         | Outstanding Performance by a Male Actor in a Supporting Role | Armie Hammer      | Đề cử     |

## Tính chính xác của lịch sử
Trong một cuộc phỏng vấn trên All Things Considered, giáo sư lịch sử Đại học Yale Beverly Gage, người đang viết tiểu sử của Hoover, tuyên bố rằng bộ phim truyền tải chính xác rằng Hoover đến FBI với tư cách là một nhà cải cách đang tìm cách "làm sạch nó, để chuyên nghiệp hóa nó" và cuối cùng giới thiệu các phương pháp khoa học bao gồm các thực hành như lấy dấu vân tay và đổ máu. Cô ca ngợi DiCaprio vì đã truyền đạt nhịp độ bài phát biểu của Hoover. Tuy nhiên, cô lưu ý rằng thiết bị kể chuyện trung tâm của bộ phim, trong đó Hoover ra lệnh hồi ký cho các đặc vụ FBI được chọn làm nhà văn, là hư cấu: "Anh ta chưa bao giờ có tình huống chính thức mà bạn thấy trong phim khi anh ta đang viết một cuốn hồi ký cho một loạt các đặc vụ trẻ, và đó là hồ sơ chính thức của FBI. " Nhà sử học Aaron J. Stockham của Waterford School, người có luận án về mối quan hệ của FBI và Quốc hội Hoa Kỳ trong những năm Hoover, đã viết trên Mạng tin tức lịch sử của Đại học George Mason, "J. Edgar miêu tả Hoover là người đàn ông đã tích hợp thành công các quy trình khoa học vào các cuộc điều tra thực thi pháp luật.... Không còn nghi ngờ gì nữa, từ hồ sơ lịch sử, Hoover là công cụ tạo ra danh tiếng khoa học của FBI." Stockham lưu ý rằng Hoover có lẽ đã không viết thư tự tử của Vua FBI cho Martin Luther King, Jr., như bộ phim miêu tả: "Trong khi một bức thư như vậy được viết, Hoover gần như chắc chắn đã ủy thác nó cho người khác trong Cục. "